# Gamasomorpha kraepelini
Gamasomorpha kraepelini là một loài nhện trong họ Oonopidae.
Loài này thuộc chi Gamasomorpha. Gamasomorpha kraepelini được Eugène Simon miêu tả năm 1905.